# تورانس کومبس
تورانس کومبس (به انگلیسی: Torrance Coombs) (زاده ۱۴ ژوئن ۱۹۸۳) بازیگرکانادایی است.
از فیلم‌های معروف او می‌توان به بازی در فیلم تودورها و در فیلم حکومت اشاره کرد.